# Neobenedenia pacificia
Neobenedenia pacificia är en plattmaskart. Neobenedenia pacificia ingår i släktet Neobenedenia och familjen Capsalidae. Inga underarter finns listade i Catalogue of Life.